# Îles Turques-et-Caïques aux Jeux du Commonwealth
Les Îles Turques-et-Caïques, territoire britannique d'outre-mer, participent aux Jeux du Commonwealth depuis les Jeux de 1978 à Edmonton. Absent durant vingt ans après cette première participation, le pays est présent à tous les Jeux depuis 1998. Ses représentants participent aux épreuves d'athlétisme, de tir sportif et d'haltérophilie, mais n'ont encore jamais remporté de médaille.